# Yusuf Barak
Yusuf Barak (född 2 februari 1984) är en tysk-afghansk före detta fotbollsspelare som spelat för TSV Wolfsanger i Tyskland.